# Parolin
Parolin é um bairro da cidade brasileira de Curitiba, Paraná.

## História do Bairro
A história dos Parolin teve início em 1880, quando chegou ao Porto de Paranaguá o imigrante Antônio Parolin, viúvo, acompanhado de seus sete filhos, todos ainda crianças. Em Curitiba, eles se estabeleceram na Água Verde, onde, a partir de 1878, havia começado a se formar o núcleo Dantas, resultante da obtenção, pelos imigrantes, de lotes do município, mediante cartas de aforamento concedidas pela Câmara da capital. Depois de alguns anos trabalhando como carpinteiros, os Parolin fundaram uma firma de construção, uma serraria e construíram uma boa casa, ao estilo europeu, que se tornou patrimonio histórico e que até hoje encontra-se no bairro.
È um bairro com muitos contrastes sociais, junto das mansões e casarões de pessoas ricas há favelas com casebres e barracos.
A Família Parolin teve ainda, do início da década de 1940, até ao menos a década de 1980 a Cerâmica Campo Largo, na cidade homônima, vizinha à Curitiba, que foi uma das maiores cerâmicas daquela cidade, produzindo louça de mesa e decorativa em pó de pedra (faiança fina).

## Patrimônio histórico
O bairro possui um dos patrimônios históricos do estado que é o Casarão dos Parolin, edificação que foi sede da fazenda pertence a família Parolin e que originou o nome de Vila Parolin e por final a denominação do bairro.